# Pimm's

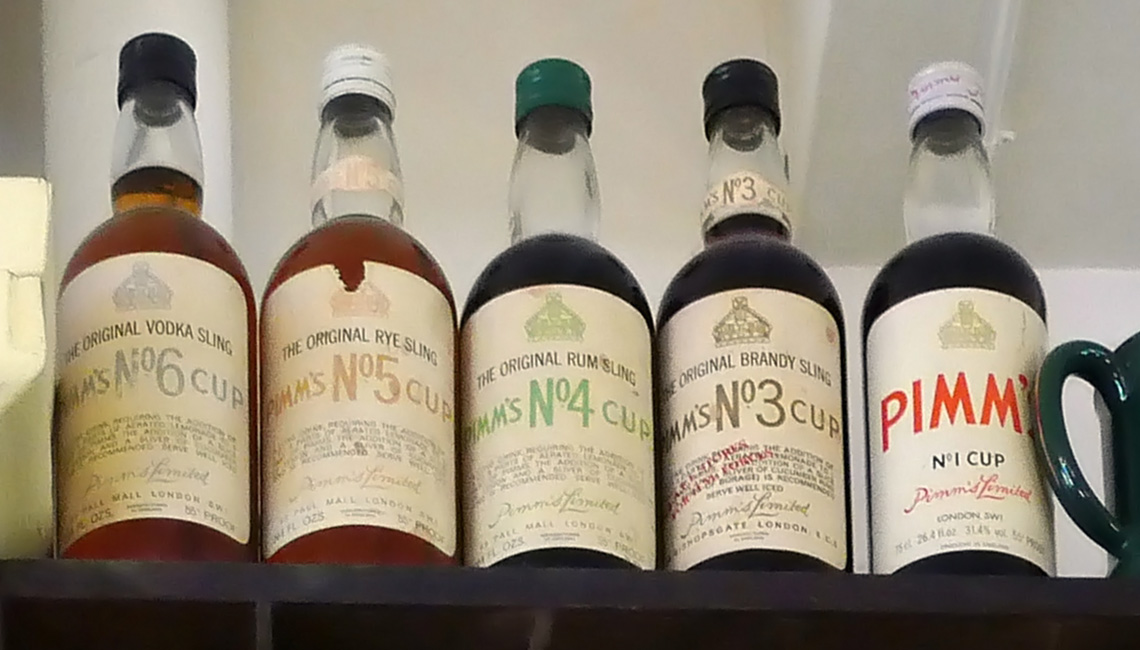
Antiche bottiglie di Pimm's

Pimm's è un liquore a base di gin prodotto dalla multinazionale Diageo.

## Storia
Le origini del Pimm's risalgono al 1823, quando James Pimm, proprietario di un oyster bar vicino alla Banca d'Inghilterra a Londra, inventò un digestivo a base di gin ed erbe aromatiche, servendolo in un piccolo bicchiere chiamato "No.1 Cup". 
Nel 1851, in seguito al successo di questa miscela, James Pimm iniziò a commercializzare il prodotto su larga scala, creando nuove varianti chiamate "Pimm's No.2 Cup" e "Pimm's No.3 Cup". Nel 1865 Pimm vendette il marchio a Frederick Sawyer e nel 1880 l'attività venne rilevata dal futuro sindaco di Londra Horatio Davies, che nel 1887 aprì il franchising "Pimm's Oyster Houses", ampliando la gamma di prodotti e utilizzando nuovi distillati per la produzione del Pimm's.
In seguito a una riduzione delle vendite l'azienda attraversò un periodo critico negli anni '70 e '80 del XX secolo. La catena venne venduta all'azienda Distillers Company, che ridusse notevolmente la gamma di prodotti. Distillers Company venne acquistata nel 1986 da Guinness PLC, poi rilevata dalla multinazionale Diageo nel 1997.

## Caratteristiche e utilizzo
Il Pimm's è composto da gin, chinino, frutta ed erbe aromatiche. La ricetta completa è segreta ed è conosciuta solo da sei persone al mondo. 
Al palato ha un sapore piuttosto amaro, con note di liquirizia, caffè, ginseng e agrumi.
Viene utilizzato principalmente per la preparazione di cocktail, tra cui il "Pimm's Nº 1", che ha fatto parte della lista dei cocktail ufficiali riconosciuti dall'IBA dal 1986 al 1993, composto da Pimm's No.1, limonata o ginger ale, cetriolo a fette, frutta fresca e ghiaccio.
Il Pimm's è la bevanda ufficiale del Torneo di Wimbledon, il più antico evento nello sport del tennis.

## Varianti
Oltre alla versione classica a base di gin (Pimm's No.1) esistono altre varianti del prodotto, a base di scotch whisky (Pimm's No.2), di brandy (Pimm's No.3), di rum (Pimm's No.4), di rye whiskey (Pimm's No.5) e di vodka (Pimm's No.6). Le uniche versioni prodotte ai tempi odierni sono il Pimm's No.1, il Pimm's No.3 e il Pimm's No.6.